# Платинг

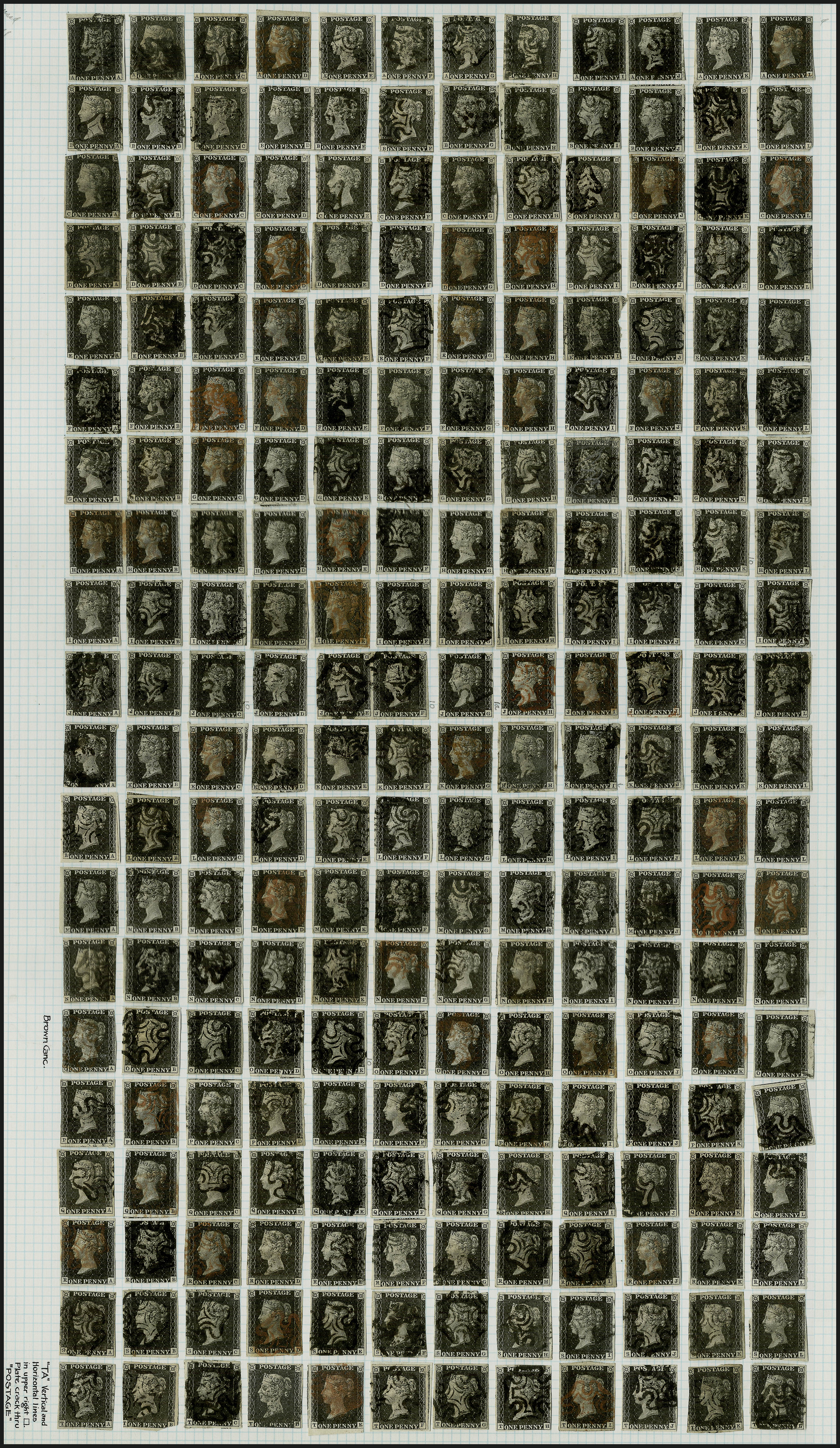

Платинг, или плакирование (англ. plating) — реконструкция полного листа почтовых марок, напечатанных с одной печатной формы, по его отдельным маркам и частично перекрывающимся полоскам и блокам марок. Является одним из направлений филателистических исследований, которые могут быть выполнены в рамках специализированных коллекций.

## Описание
Платинг становится возможным благодаря наличию характерных для каждой марки мелких признаков — постоянных вариантов деталей марок, напечатанных с одной печатной формы или литографского камня, в результате чего можно определить точное исходное месторасположение каждой марки в листе.
К таким признакам, на которые можно опереться при платинге, относятся дефекты или «погрешности», возникающие при передаче изображений, отдельные штрихи гравёра, повторное гравирование печатных форм, ремонт и случайные повреждения печатных форм.
Кроме того, почтовые марки могут располагаться на печатной форме неравномерно, в результате чего различия в интервалах и ориентации почтовых марок могут быть использованы для определения их положения в печатной форме.
Марочное место можно легко определить для некоторых выпусков, имеющих характерные детали дизайна, например, буквы или цифры, различные для каждой марки[≡].
При реконструкции печатной формы могут быть полезны и другие признаки, такие как оттенки использованной краски или водяные знаки на бумаге. В отсутствие таких признаков платинг не представляется возможным.
К платингу прибегают для идентификации фальсификатов почтовых марок.
Из-за высокой точности современных способов изготовления почтовых марок большинство современных выпусков не могут быть подвергнуты платингу.

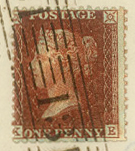

## Классические примеры
Филателистами были предприняты значительные усилия в основном по платингу многих классических марок XIX и первой половины XX веков и написан целый ряд книг по платингу различных выпусков почтовых марок.

Выглядит это так. Перед вами листок, клеточки которого заполнены одной и той же маркой, повторяющейся сто раз, но каждый раз она немножечко иная. Изменения узнаются в микроскоп. Если, скажем, в бороде монарха торчит на один волосок больше, то по этому признаку вы определяете, что марка должна находиться в пятой клетке второго ряда, а если в её обрамлении верхняя линия толще, то она из шестой клетки седьмого ряда.

Это, как видите, весьма скрупулёзные различия, но знать их совершенно необходимо для того, чтобы правильно расположить марки. Если вы представляете, как это делается, то можете гордиться. Речь идёт о знаниях.
— Ф. Лангер. Розовый Меркурий. О чём рассказали марки

### Великобритания
С момента появления в 1840 году и до 1884 года на почтовых марках Великобритании указывались контрольные литеры (буквы английского алфавита) в углах, показывая точное положение марки на листе[≡], например: A…C — это первый ряд (первая буква алфавита A), третья марка (третья буква алфавита C). При этом в течение некоторого времени также указывался номер печатной формы, с которой были напечатаны марки.

#### «Чёрный пенни»
Одно из примечательных достижений филателистов — платинг печатных форм «Чёрного пенни», изготовленных в 1840 году. Эти почтовые марки печатались в марочных листах по 240 штук, состоявших из 20 рядов по 12 марок в каждом[≡].

Отдельные экземпляры «Чёрного пенни» с литерами их места в листе
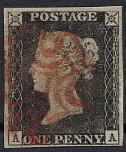
A…A: 1-й ряд, 1-я марка
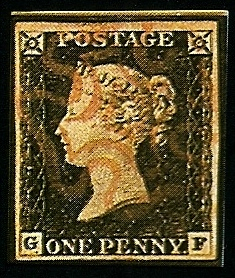
G…F: 7-й ряд, 6-я марка
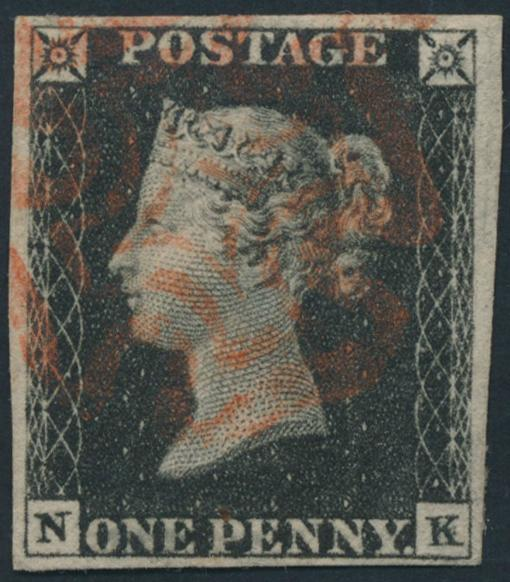
N…K: 14-й ряд, 11-я марка
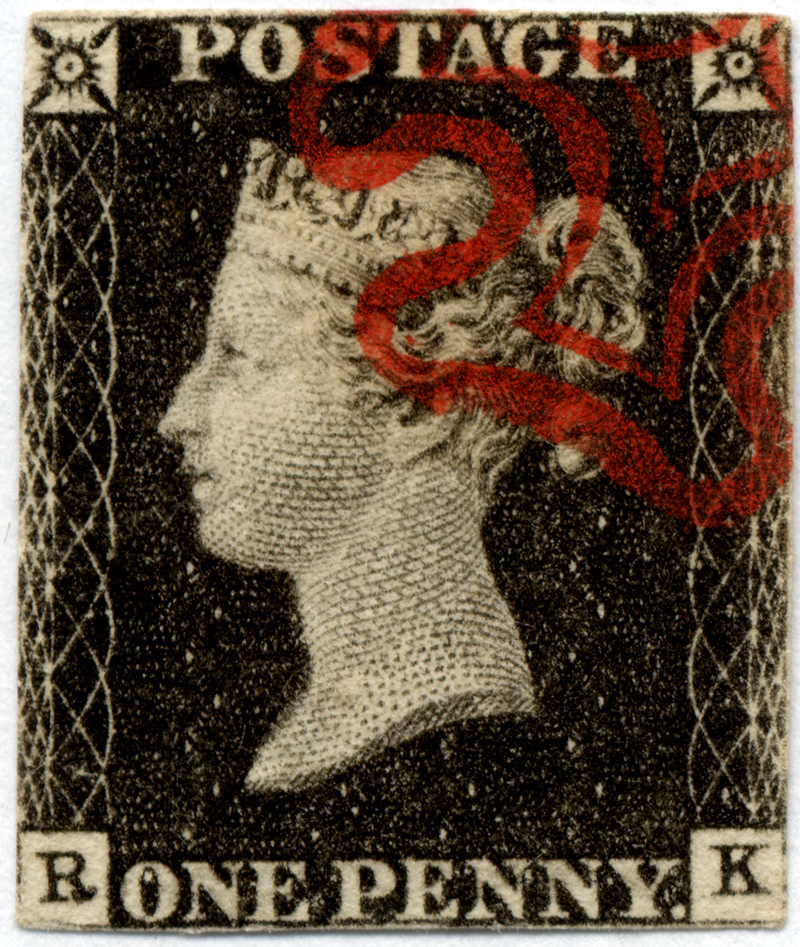
R…K: 18-й ряд, 11-я марка

Блоки «Чёрных пенни» с литерами позиции марок в листе
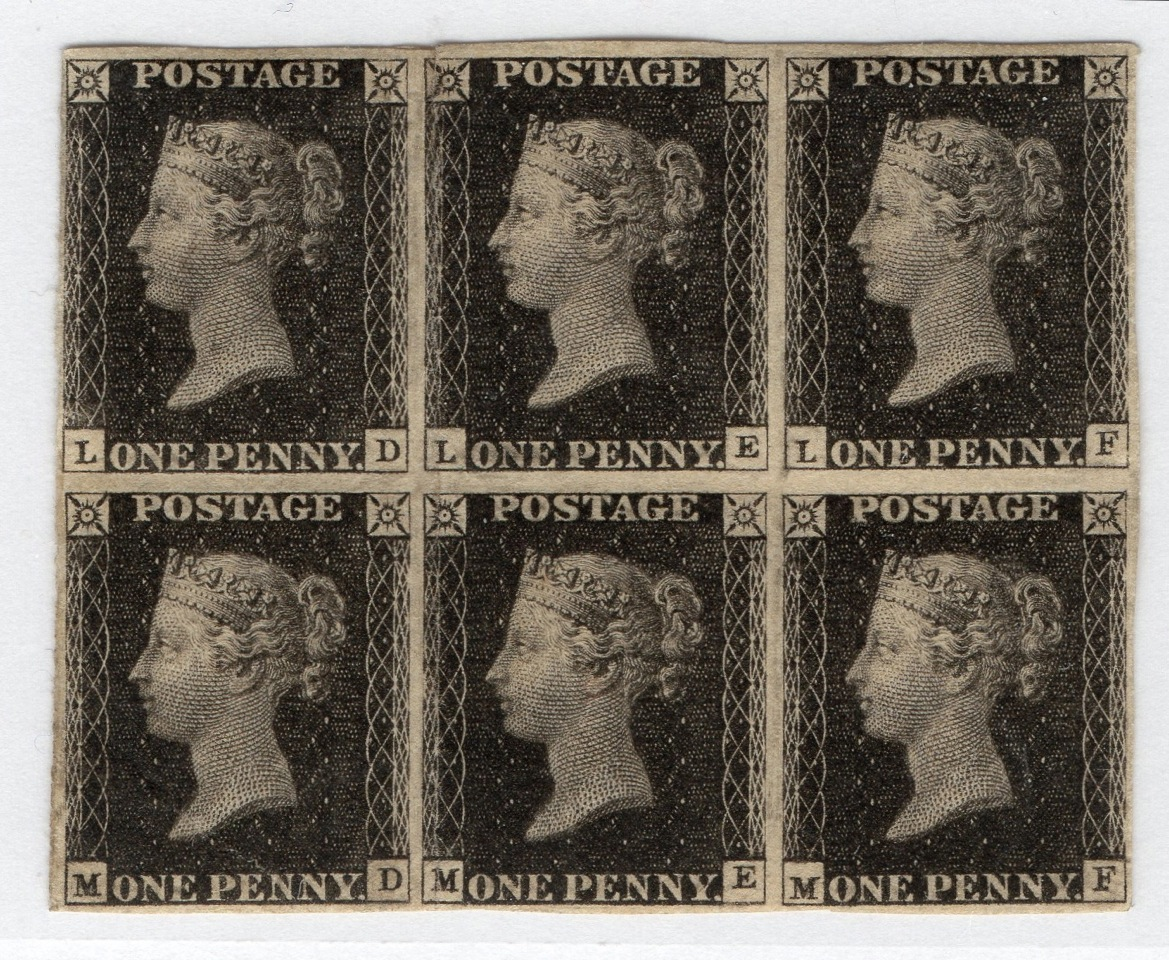
Ряды 12 (L), 13 (M); марки 4 (D), 5 (E), 6 (F)
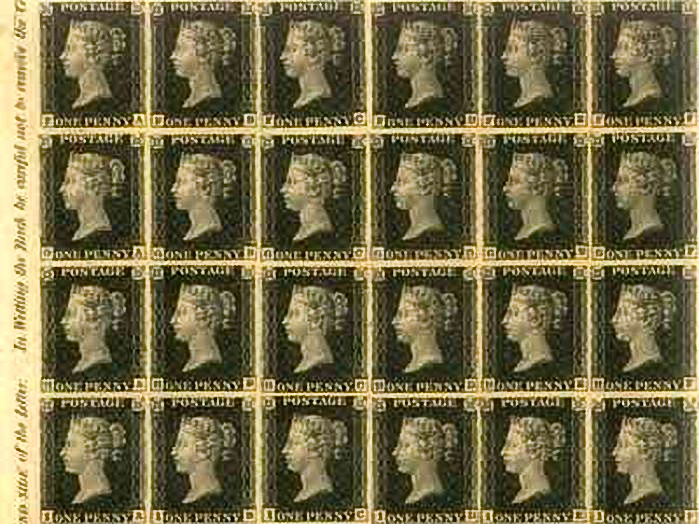
Ряды 6 (F), 7 (G), 8 (H), 9 (I); марки 1 (A), 2 (B), 3 (C), 4 (D), 5 (E)

Печатные формы «Чёрных пенни» изнашивались по мере печати и часто заменялись. Начиная с 71-й печатной формы штампа II в 1858 году, номер формы незаметно гравировался на самих почтовых марках. На всех марках стояли контрольные литеры, которых указывали точное положение в марочном листе, так что реконструкция печатных форм, начиная с формы 71, — просто вопрос поиска необходимых марок. Однако почтовые марки, напечатанные с первых 70 печатных форм штампа II и всех печатных форм штампа I [более 200], не имели никаких номеров для указания на конкретную печатную форму, использованную для их печати, поэтому их платинг оказался гораздо более значительной проблемой. Благодаря кропотливому изучению почтовых марок филателисты смогли восстановить большинство или все первые 70 печатных форм штампа II.
Впоследствии филателистам помогло открытие доступа к контрольным экземплярам и высококачественным фотографиям оригиналов марочных листов «Чёрного пенни», которые хранились британским правительством. Аналогичным образом был выполнен платинг последующих «Красных пенни»[≡] и других первых гравированных выпусков почтовых марок Великобритании.

### Эстония
В отличие от «Чёрного пенни», реконструировать печатные формы других классических марок было относительно лёгким делом, как, например, для марок Эстонии 1927 года, у которых место определяется по характерной детали рисунка — уникальному порядковому номеру марки в листе:

Почтово-благотворительная серия Эстонии с порядковыми номерами марок в листе (1927)
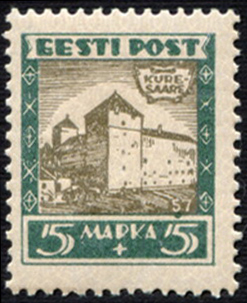
№ 57 (Mi #63)
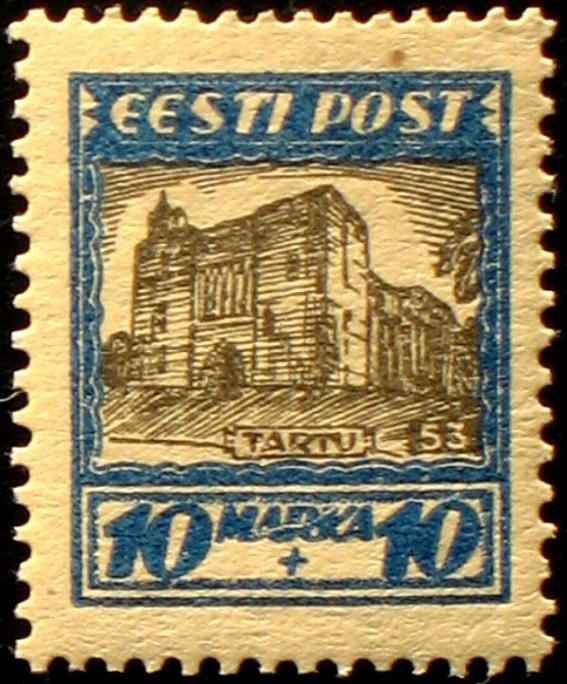
№ 53 (Mi #64)
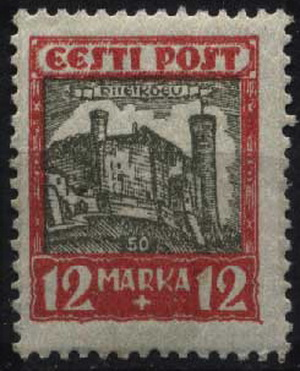
№ 50 (Mi #65)
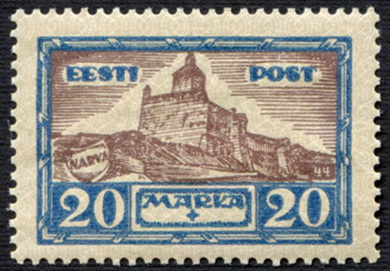
№ 44 (Mi #66)
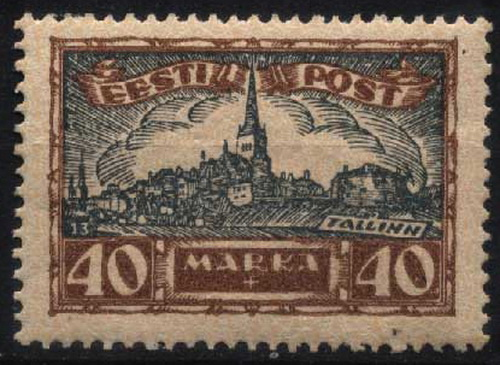
№ 13 (Mi #67)

### Корриентес
Одним из самых простых был платинг почтовых марок провинции Корриентес, которые были выгравированы по отдельности настолько грубо, что различия между марками очевидны даже неспециалисту:

Примеры почтовых марок Корриентеса, визуально различимых в зависимости от места в листе
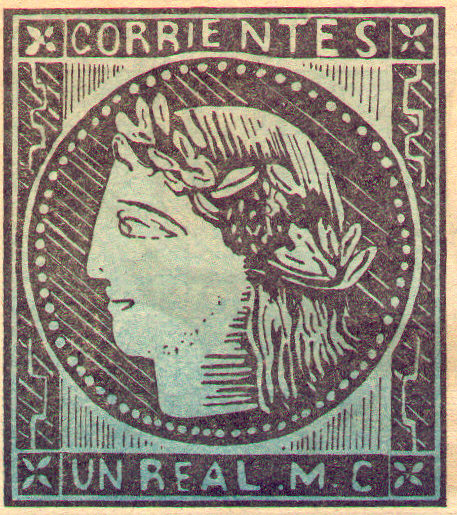
1856, 1 реал (Mi #1)
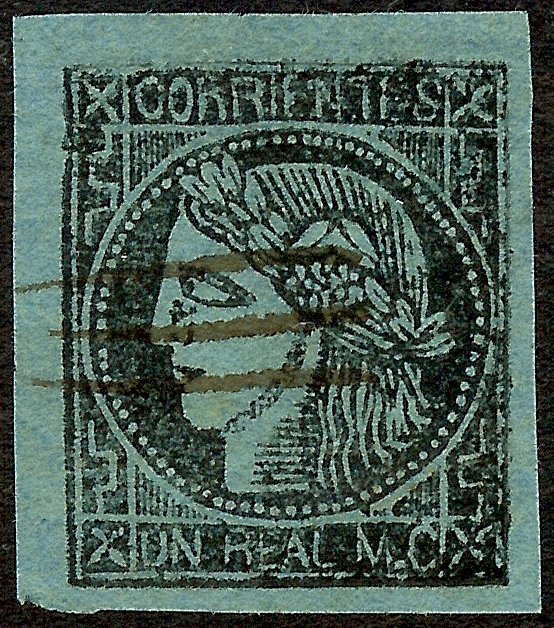
То же, другая марка в листе

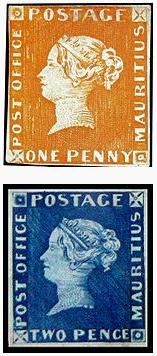

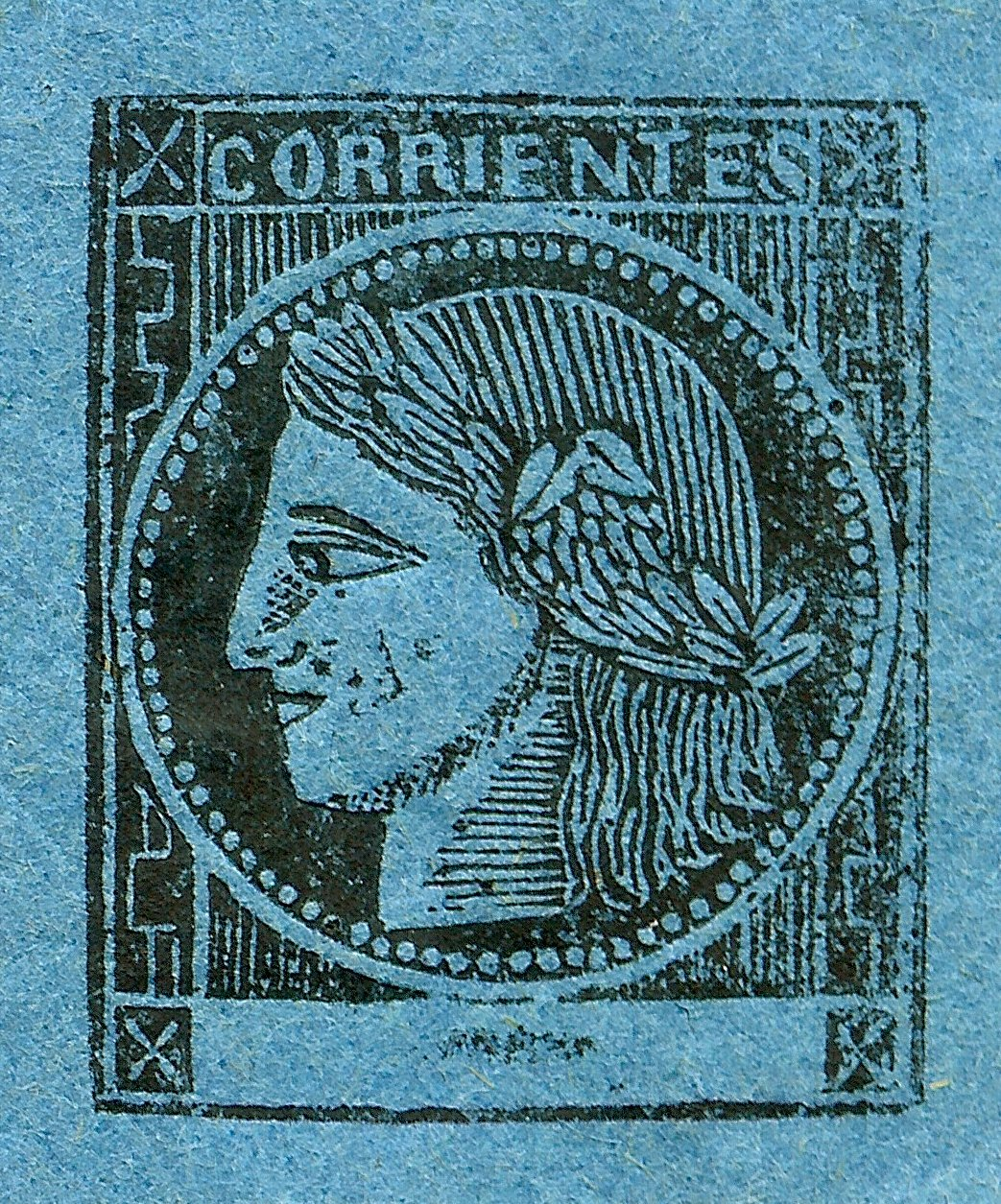
1860 (Mi #2)
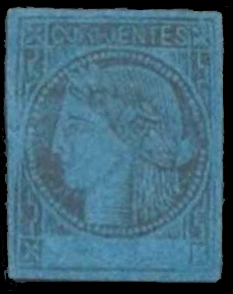
То же, другая марка в листе

### Маврикий
Ранние почтовые марки Маврикия были использованы для реконструкции серии оригинальных марочных листов, изготовленных с печатных форм, которые демонстрируют всё более увеличивающуюся степень износа от первых листов (на которых рисунок марок отчётлив и чёток)[≡] до последних (с рисунком марок очень светлым и слабым).

### Российская империя, РСФСР
В российской и советской филателии платинг применялся для земских марок Российской империи и некоторых других интересных почтовых эмиссий, как, например, служебного выпуска авиапочтовых марок РСФСР 1922 года (ЦФА [АО «Марка»] № С1—С8):
|  |

### Почтовые карточки Кубы
В случае маркированных почтовых карточек, когда их лист свёрстан из 10 или 20 карточек, вариации букв или элементов дизайна точно так же позволяют провести реконструкцию, или платинг, этих листов на основе выявленных различий:

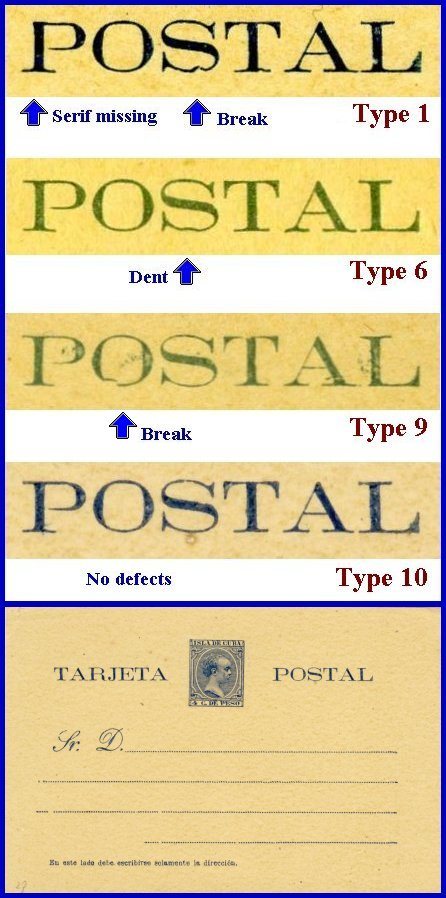
На этом частичном платинге кубинских почтовых карточек 1896 года показаны четыре из десяти (напечатанных по схеме 2 × 5) возможных типов. Внизу дана целая почтовая карточка номиналом в 4 сентаво

## Примеры публикаций по странам

### Великобритания
- Brown R., Fisher H. W. The Plating of the Penny 1840—1864: In 4 vols. — London: The Great Britain Philatelic Society, 1979—1984. (англ.)
- Perforated Line-engraved Issues // The Postage Stamps of Great Britain / W. R. D. Wiggins[англ.] (Ed.). — 2nd edn. — London: Royal Philatelic Society London, 1962. — Pt. 2. (англ.)
- Queen Victoria // Stanley Gibbons Great Britain, Specialised Stamp Catalogue. — 8th edn. — London: Stanley Gibbons, 1985. — Vol. 1. (англ.)
- Seymour J. B.[англ.], Gardiner-Hill C. Imperforate line-engraved issues // The Postage Stamps of Great Britain. — 3rd edn. — London: Royal Philatelic Society London, 1967. — Pt. 1. (англ.)

### США
- Ashbrook S. B.[англ.] The United States One Cent Stamp of 1851—1857. (англ.)
- Chase C. L.[англ.] The 3¢ Stamp of the United States, 1851—1857. (англ.)
- Neinken M. L.[англ.] U. S. One Cent Stamp of 1851—61. (англ.)
- Perry E.[англ.] Plating the 10c, 1847. — New York, NY, USA: Collectors Club[англ.], [1924—1926]. (англ.)

### Другие страны
- Barefoot J.[англ.] Bhopal: Notes on Plating the «Primitives». — Derbyshire, England, UK, 1978. (англ.)
- Basel L. Computerized Plating of the Large Hermes Heads[англ.] of Greece. — Stamford, CT, USA, c. 1984. (англ.)
- Cartwright B. Hawaiian Islands postage stamps. Plating the engraved «five cts.» blue of the issue of 1853. — Honolulu, HI, USA, 1911. (англ.)
- Cockrill P. Liberia. Plating of the First Issues, 1860—1869. — Newbury, Berkshire, England, UK, [1979]. (англ.)
- Dumont G. France: Plating of the 20 centimes, Blue Issue 1863 // Billig’s[англ.] Specialized Catalogue. — Jamaica, NY, USA, 1950. — Vol. 5. (англ.)
- Groten A. H. Plating Canada’s 2c stamp of 1864. — Toronto, Canada: British North America Philatelic Society, [1981]. — 8 p. — (BNAPS Handbook). (англ.) (Дата обращения: 2 декабря 2017) Архивировано 2 декабря 2017 года.
- Guerra Aguiar J. L. Estudio Sobre la Primera Emisión Postal de Antillas Españolas. — La Habana, Cuba: Cuadernos del Museo Postal Cubano[исп.], 1976. (исп.) [Классическое исследование по платингу первых четырёх кубинских почтовых марок.]
- Jatia D. N.[англ.] India’s Bi-Coloured Four Annas 1854, A Specialised Study of Third Printing. — Calcutta, India: Philatelic Congress of India, [May 2000][13]. (англ.)
- Lee E. J.[англ.] The Postage Stamps of Uruguay; with special reference to the «plating» of most of the lithographed issues. — New York, NY, USA: Postilion Publications, [1994?]. (англ.)